# BSplayer
BS.Player est un lecteur multimédia pour Windows 2000, XP, Vista et Android.
BS.Player est disponible en deux versions: FREE (gratuite) et PRO (payante).
À partir de la version 1.38, la version gratuite de BS.Player comporte un publiciel appelé SaveNow, ajouté par les auteurs dans le but de financer le développement. Cette version ne marchera pas si l'utilisateur supprime SaveNow avec un programme anti-publiciel. La version payante ne comporte pas de publiciel.

## Sous-titres
L'option "Chercher les sous-titres dans le dossier courant" (Préférences > Sous-titres > Propriétés des sous-titres) suppose que le nom du fichier correspondant ne comporte pas de caractères spéciaux en dehors principalement de l'alphabet latin usuel, des chiffres et de la ponctuation de base (par exemple, des caractères cyrilliques ne pourront pas être reconnus et comparés pour identifier correctement le fichier). Quand les sous-titres sont déjà intégrés dans la vidéo et n'ont pas à être chargés depuis un fichier séparé, la désactivation de l'option "Utiliser le nouveau mode d'affichage des sous-titres" permet d'appliquer les paramètres choisis (couleur, taille de police, etc.).
La présence d'une ou plusieurs lignes de commentaires non formatées (par exemple : titre du film, mention de sources diverses, non précédés des indications de temps servant à l'affichage) au début du ficher de sous-titres peut empêcher la lecture correcte de celui-ci, même si elle ne pose pas de problème particulier sur d'autres lecteurs (comme VLC).